# Orgazmus

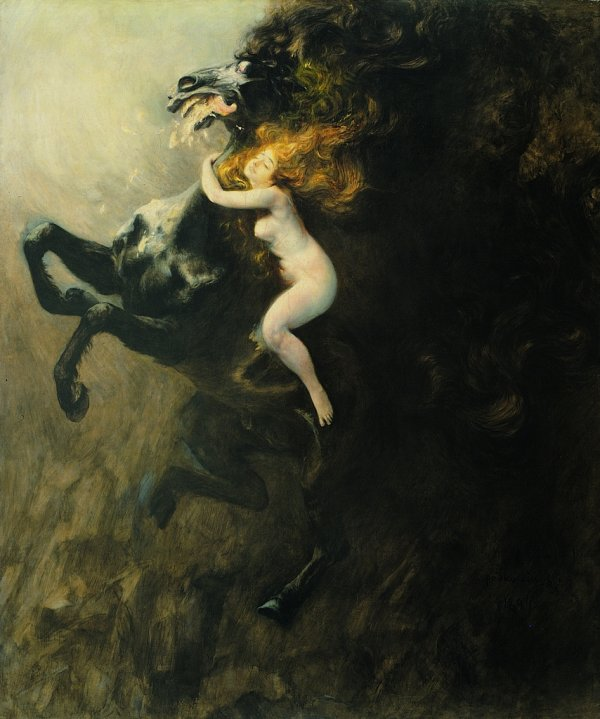
Władysław Podkowiński: La Folie (1894). Az orgazmus kitörő erejű élmény

Az orgazmus a nemi aktus tetőpontja; a nemi szervek szexuális ingerlése által kiváltott rendkívül intenzív, elsősorban fizikai, ettől pszichológiai örömérzet, régi magyar szóval: kéjérzet. Az orgazmus euforikus élmény, melyet olykor önkéntelen testmozgások, izommozgások, esetenként kifejező beszéd vagy hangok, megemelkedett pulzusszám, vérnyomás és szapora légzés kísér. Az orgazmus általában pár másodpercig tart, nőknél általában elnyújtottabb szakaszt jelent, mint a férfiaknál, ugyanakkor a nők körében sokkal változatosabb az intenzitása, és ezzel együtt a megélése. A kifejezés a görög οργασμός („izgalom”, „duzzadás”) szóból származik. Az orgazmust szokásos esetben (egyben a legkönnyebben) a férfiaknál a pénisz, nőknél pedig a klitorisz közvetlen ingerlése váltja ki, mely történhet szexuális együttlét (más néven közösülés vagy szeretkezés) vagy autoerotikus szexuális tevékenység (más néven önkielégítés vagy maszturbáció) során. A szexuális kultúra részeként gyakori a szexuális partnerek egyidejű orgazmusra való törekvése, azonban ez sok esetben nehezen megvalósítható a nők és a férfiak eltérő szexuális, fizikai adottságai miatt, a homoszexuális kapcsolatokban ezt valamivel könnyebb elérni. Az orgazmus során illetve azt követően a szervezetben neurohormonok (oxitocin, prolactin és endorfin[forrás?]) termelődnek, amelyek az orgazmus után néhány percen keresztül egy kellemes testi állapot fenntartásáról gondoskodnak. Az ember esetében az orgazmus elérésének leggyakoribb formája a két partner közti szexuális együttlét mellett az önkielégítés.

## Férfiorgazmus

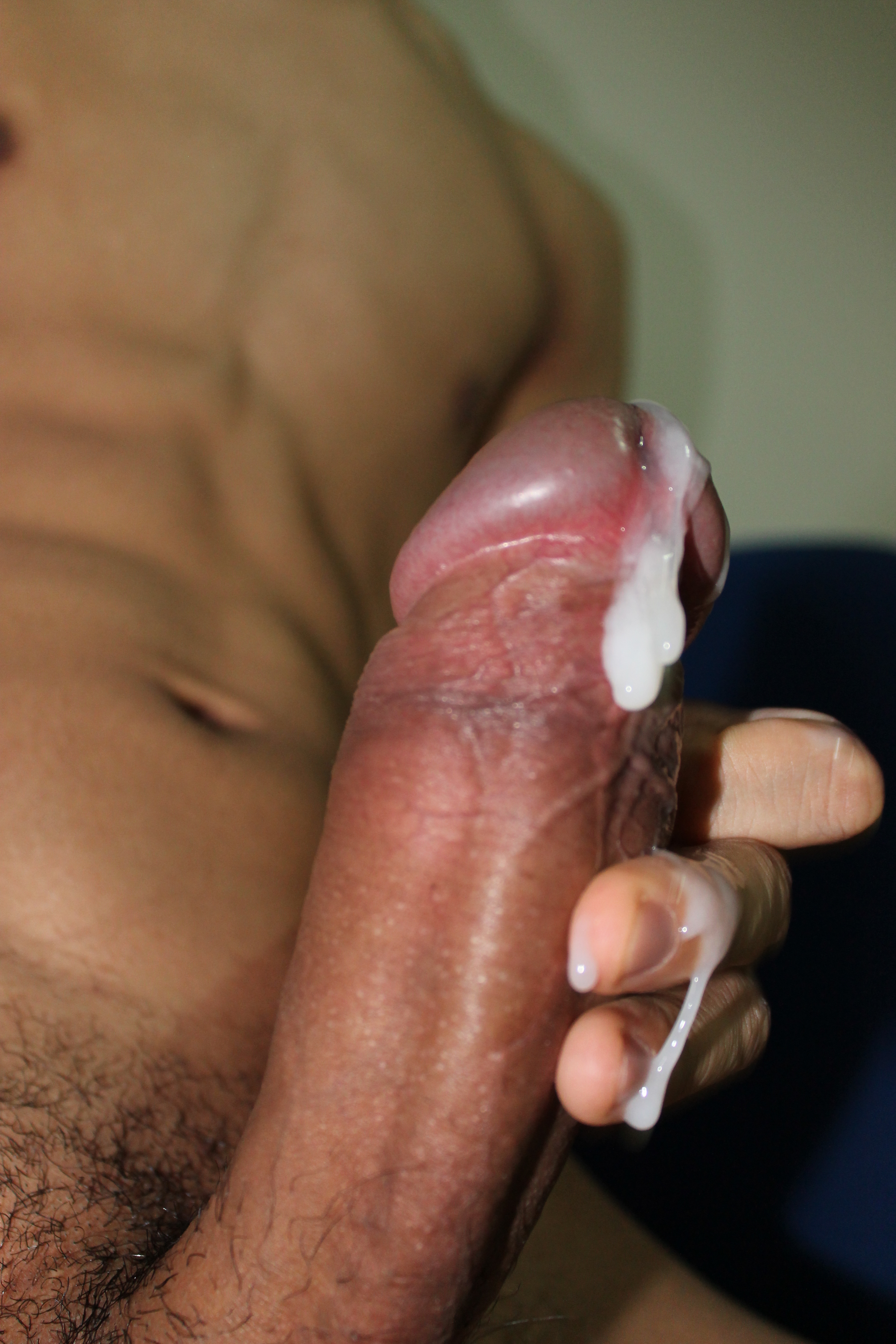
A férfiorgazmus rendkívül látványos, hiszen normál esetben hozzá kapcsolódik a magömlés jelensége

Elegendő mechanikus ingerlés, ritkább esetben akár pusztán a szexuális vágy is kiválthatja az orgazmust. A férfiaknál az orgazmussal együtt jár a magömlés (ejakuláció), ez alól azonban vannak kivételek. Az ejakulátum (más néven ondó) a Cowper-mirigyek és a prosztata váladékában elkeveredve tartalmazza a hímivarsejteket, más néven spermiumokat. A férfiaknál az orgazmus két, nehezen elkülöníthető szakaszból áll: az első szakaszban pár másodpercig kellemes, egyre növekvő megfeszülést érez a férfi az alhasban, főleg a hímvessző tövénél, majd ezt követi a második szakasz, amikor általában 8-15 egyre csökkenő erejű görcsös, de kellemes összehúzódást érez, illetve az ondó távozását, eközben a test távolabbi részeire is kisugárzó kellemes érzéseket (bizsergés). Az ondó nagy része ez első 4-6 összehúzódással távozik. A ondófolyadék kilövellése a megfelelő izmok önkéntelen, ritmikus összehúzódása által történik. Mivel egy idegrendszeri, kisülésszerű állapotról van szó, az orgazmus és a vele járó magömlés után a legtöbb férfinek hamarosan egy időre lecsökken szexuális érdeklődése, ami természetesen nem kell, hogy jelentse a partner személye iránti érdeklődés lanyhulását. Szintén a bonyolult idegrendszeri folyamat eredményeként sok férfi az orgazmust követően gyengébb vagy erősebb álmosságot érez. Az orgazmus után szinte másodpercekkel megkezdődik a merev hímvessző lankadása, olykor a hímvessző makkja érzéketlenné válik a további ingerlésre, sőt utóbbi akár kifejezetten kellemetlen érzést is kelthet. A testtájék vérbősége miatt akár pár órán keresztül is kissé duzzadtabb maradhat a nemi szerv, az ejakulátum esetleg órákig szivároghat a húgycsőből. Az orgazmushoz szükséges ingerlést segíti ugyan az erekció, de nélküle is létrejöhet az orgazmus. A legtöbb férfi egy aktus során csak egy orgazmus elérésére képes, bár egyes kivételes esetekben többszörös orgazmus is tapasztalható. Ilyenkor is leggyakrabban az utolsó orgazmus jár magömléssel, tehát feltételezhető, hogy az azt megelőző "orgazmusok" is inkább csak felfokozottan kellemes érzések hullámai voltak, de a tulajdonképpeni orgasztikus csúcs az utolsó.

## Női orgazmus
A női orgazmus lezajlása több ponton hasonló a férfiak orgazmusához: egyes nőknél hüvelykörnyéki és részben az alhasi, hüvely- és gátkörnyéki (PC-) izomzat ritmikus, önkéntelen összehúzódásával jár, és ellazulás követi. A nők egy részénél a ritmikus összehúzódás elmaradhat, helyette egy pár másodpercig tartó, kellemes feszülést éreznek. A legtöbb nő, hacsak nem kényszerből vagy teljes unottsággal vesz részt az aktusban, legalább valamilyen kellemes, simogató érzés élményével marad, de a nők egy nagy részénél a behatolásos közösüléskor az intenzív feszülés vagy ritmikus összehúzódás nem következik be. Ezeknek a nőknek jórésze ugyanúgy képes erőteljes orgazmusra, azonban ezt esetükben nem a hímvessző behatolásai érik el, hanem a csikló közvetlen ingerlésével vagy mindkettővel egyszerre. Ezért él az a téves nézet, hogy a nők esetében gyakori az orgazmus hiánya, holott ez sokaknál csupán a behatolásos helyzetekre igaz. A 20. század végére a szexpozitivitás hatására jelentősen bővült a szeretkezés fogalma, így nem csak a ritmikus behatolásos szituációkat élik meg partnerek szeretkezésként, hanem a kölcsönös ingerlésnek számos formáját, ezért nagyobb esélyt adnak egymásnak az orgazmus elérésére.
A női orgazmus szempontjából a legfontosabb a csikló, mert az a női test orgazmusért felelős szerve. Régebben a csiklót kizárólag annak külső, látható részével, a makkjával azonosították, de ma már igazolt, hogy a szerv folytatódik a női testben, a hüvely irányában kb. 8-12 cm hosszan. A csikló beidegzése rendkívül jelentős, több mint 10 000 idegvégződés található benne. A csikló az egyetlen szerv, amelynek az szexuális öröm és az orgazmus a kizárólagos funkciója. Felépítése a péniszéhez hasonló, így tartalmaz úgynevezett szivacsos és barlangos testet, amely által a péniszhez hasonlóan képes az erekcióra szexuális izgalom esetén.

### A női orgazmus biológiai szerepe
A nők orgazmusa szerepet játszik a megtermékenyülés megkönnyítésekor. Az orgazmus alatt a hüvely falának ritmikus összehúzódásai a hüvelytől a méhig hatolnak, ezáltal segítik az ondót eljutni a méhszáj felé, ezért az utódnemzés szempontjából hasznos a nők orgazmusa. Bizonyos pszichológiai, kulturális okokból egyes vélemények külön klitorális és hüvelyi orgazmust különböztetnek meg, azonban más vélemények szerint a szexuális ingerlés eltérő volta az orgazmus lezajlása és élménye tekintetében lényegi eltérést nem jelent.

## Az orgazmus jótékony hatásai a szervezetre
Az orgazmus bekövetkezésének velejárója a szervezetben fokozatosan növekvő mennyiségű oxitocin hormon jelenléte. Az oxitocin amellett, hogy az intim együttlétek során fellépő örömérzet kialakulásáért és fenntartásáért felel, számos jótékony hatást is gyakorol a szervezetre. Az oxitocin szintje az együttlét előrehaladtával folyamatosan emelkedik, és csúcspontját az orgazmus során éri el.
Beverly Whipple amerikai szexológus a "The Orgasms Answer Guide" című könyvében összegyűjtötte az orgazmus szervezetre gyakorolt jótékony, egyes esetekben gyógyító hatásait. Whipple szerint egy szintén amerikai, Carol Rinkleib Ellison nevű női szexuálterapeuta az orgazmus nőkre gyakorolt hatásait vizsgálta. Tanulmányában a 2632 nő válaszai alapján megállapította, hogy a rendszeres orgazmus stresszcsökkentő hatással bír a szervezetre nézve. Whipple szerint a véráramba kerülő jelentős mennyiségű oxitocin idéz elő feszültségoldó hatást.
Carol Rinkleib Ellison egy másik tanulmányában az orgazmus során felszabaduló oxitocin hormont hozta összefüggésbe a nyugodt alvással, amely hormonnak az orgazmus közbeni felszabadulása nyugtató, lazító hatást gyakorolhat az agyra.
Egy walesi kutatócsoport 1997-ben végzett kutatásában pedig 918 szív- és érrendszeri megbetegedésben elhunyt férfi nemi életét vizsgálta, mely során megállapították, hogy a heti 2-3 alkalommal orgazmust átélők a havonta átlagosan 1 alkalommal orgazmust átélő társaikhoz képest lényegesen hosszabb élettartammal rendelkeztek.
Mindezeken kívül bizonyított az orgazmus fájdalomcsillapító, immunerősítő, és a pszichés egészségre ható jótékony hatása is.
Szakértők, szexológusok és szexuálterapeuták szerint az orgazmus szervezetre gyakorolt hatásai fokozottan érvényesülnek a keleti, tantrikus tanítások figyelembe vétele mellett. A tantrikus tanítások szerinti mély, ellazult, akár meditatív állapotban történő átélése támogatja a vérkeringésbe került hormonok sejtek által hatékonyabb feldolgozását.

## Az orgazmus köznapi elnevezései
Elélvezés. „Elmenés”. Elsülés. Élvezés. Elszállás. Elrepülés. Gyakori az igekötő használata: beleélvezés (hüvelybe, farpofák közé, stb.), ráélvezés (lepedőre, partnerre, stb.). Sokszor a „csúcs” szót használják, mivel a szexuális aktus tetőfokát jelenti az orgazmus.

## Az orgazmus színlelése
Előfordul, hogy a partnerek valamelyike nem tud orgazmust elérni (például a nők esetében a behatolásos ingerlés a megszokások miatt nem vezet orgazmushoz vagy nincsenek ráhangolódva az aktusra; a férfiak valamilyen okból, például fáradtság vagy a megfelelő vonzalom hiánya miatt), de ilyenkor a teljes szexuális aktus látszatát próbálják kelteni, és színlelik az orgazmust. Szlengben „nem elélvez, hanem kifárad” Ez férfiaknál nehezebb, mivel a magömlést nem lehet színlelni.

## Gyógyszerek által kiváltott orgazmus
Bizonyos gyógyszerek hozzásegíthetnek az orgazmusélmény kialakulásához, önmagában viszont egyetlen vegyi anyag sem vált ki ilyen hatást, az erről szóló hírek városi legendák.